# Clerques
Clerques és un municipi francès situat al departament del Pas de Calais i a la regió dels Alts de França. L'any 2009 tenia 253 habitants.

## Administració
| Període | Identitat        | Partit |
| ------- | ---------------- | ------ |
| -2001   | Albert Petitpont |        |
| 2001-   | Marc Garénaux    |        |